# Ternstroemia microcarpa
Ternstroemia microcarpa är en tvåhjärtbladig växtart som beskrevs av Porphir Kiril Nicolai Stepanowitsch Turczaninow. Ternstroemia microcarpa ingår i släktet Ternstroemia och familjen Pentaphylacaceae. Inga underarter finns listade i Catalogue of Life.